# Proščaj, špana zamoskvoreckaja...
Proščaj, špana zamoskvoreckaja... (Прощай, шпана замоскворецкая…) è un film del 1987 diretto da Aleksandr Pankratov.

## Trama
Il film è ambientato nella periferia di Mosca nella primavera del 1956. Il film racconta di un giovane che incontra il suo primo amore, osserva la brutalità del mondo criminale ed entra nell'età adulta.